# Berrogain-Laruns
Berrogain-Laruns é uma comuna francesa na região administrativa da Nova Aquitânia, no departamento dos Pirenéus Atlânticos. Estende-se por uma área de 2,68 km². Em 2010 a comuna tinha 227 habitantes (densidade: 84,7 hab./km²).